# Suinun Väihi
Suinun Väihi är en sjö i kommunen Juupajoki i landskapet Birkaland i Finland. Arean är 44 hektar och strandlinjen är 5,52 kilometer lång. Sjön  ingår i Kumo älvs huvudavrinningsområde.   Den ligger omkring 61 kilometer nordöst om Tammerfors och omkring 190 kilometer norr om Helsingfors. 